# Psittacara holochlorus
Il parrocchetto verde (Psittacara holochlorus P.L.Sclater, 1859) è un uccello della famiglia degli Psittacidi.

## Descrizione
Si presenta completamente verde, con taglia attorno ai 32 cm; becco grigio brunastro, anello perioftalmico bianco, iride arancio, zampe grigie.

## Distribuzione e habitat
Dal Messico al Nicaragua; poco diffuso sia in natura sia in cattività.
Predilige le boscaglie e le terre aperte di collina e montagna, fino ai 2500 metri.